# Это моя собака
«Это моя собака» — российско-украинский художественный фильм режиссёра Александра Итыгилова-младшего. Премьера в России состоялась 12 ноября 2012 года.

## Сюжет
Главная героиня, Ирина, 5 лет ждала от своего возлюбленного, Кости, признания в любви, но во время очередной встречи выясняется, что кольцо было предназначено не ей, а дочери шефа. После предательства любимого мужчины Ирина решает покончить с собой и наглотаться таблеток, но по пути в аптеку натыкается на привязанную к ограждению немецкую овчарку. Купив лекарство, Ирина решает забрать её с собой. Они спасли друг друга от смерти: Ирина — пса от собаколовов, а пёс — Ирину от самоубийства. Дома, говоря об этом с подругой Лесей, она обращает внимание на надпись, которая на ошейнике, узнаёт имя пса (Рекс), и даже находит хозяина собаки, Юрия, после чего обвиняет его в бесчеловечности, но выясняется, что мужчина доверил собаку своей жене, а она, не справившись с Рексом, упала и получила травмы, из-за чего собака и была брошена. 
Юрий, узнав правду, разводится и живёт на квартире друга, Смирнова. Взамен друг просит лишь присматривать за его котом Потапычем, а сам отправляется в командировку. Юрий часто навещает Ирину и Рекса (она соглашается держать пса у себя). Во время одного из визитов в квартире появляется Костя, но скоропостижно уходит. Позже Костя, поняв, что не любит дочь шефа, Виолетту, звонит Ирине, пытаясь извиниться, и даже назначает ей встречу в кафе, где предал её, но Виолетта подслушав их разговор, приходит раньше и унижает Ирину, из-за чего та уходит. Костя прибывает позже, через некоторое время звонит Ирине, но в этот раз она сама бросает трубку.
Из-за обстоятельств Юрий оказывается в больнице, а за котом было поручено смотреть подруге Ирины, Лесе. Тем временем Смирнов возвращается домой и застаёт Лесю. Они и их кошки постепенно сближаются.
Юрия выписывают из больницы, его провожает Ирина, тут они было думали разойтись, но Ирина вдруг заявляет: «Это теперь и моя собака», и герои становятся парой.

## В ролях

### В главных ролях
- Мария Куликова — Ирина, главная героиня
- Андрей Чернышов — Юрий, возлюбленный Ирины
- Денис Матросов — Костя, бывший Ирины
- Геннадий Смирнов — Смирнов, друг Юрия
- Олеся Жураковская — Леся, подруга Ирины
- Наталья Васько — Людмила
- Ольга Лукьяненко — Виолетта
- Анатолий Зиновенко — Станислав Михайлович

### В эпизодах
- Екатерина Кистень — официантка[1][2]
- Т. Печёнкина
- Л. Загорская
- О. Примогенов
- В. Кононов
- А. Сердюк
- К. Синельник
- О. Радчук
- И. Гниздилов
- Г. Поволоцкий
- А. Бессмертный
- О. Матешко
- Б. Тарасенко
- И. Билык
- А. Тимошенко
- Дмитрий Галуза
- А. Науменко